# Поцерина
Поцерина је област у западном делу Србије, заузима нископланински и низијски терен на северној страни планине Цер.
Простире се до Мачве и Посавине. Поцерина је добила име по планини Цер, најсевернијој острвској планини јужног обода Панонског басена. Поцерина се налази северно од планине Цер. Површина Поцерине је 315 км².
Кроз Поцерину теку две реке: Думача и Добрава.
У кречњачким деловима Поцерине јављају се јаме и вртаче (Церова јаруга на граници села Слатине и Бојића).

## Историја

### Праисторија
На локалитету Шанчина у атару села Десић откривен је такозвани "Српски Стоунхенџ" који потиче бакарног доба, између 4000. п. н. е. и 4300. п. н. е. Најзначајније откриће је бунар, у самом центру ронделе, дубок 6,3м. Постоје теорије да је коришћен за праћење небеских тела, али и да су шамани обављали религијске обреде на овом локалитету.
Утврђено је да је Горња Врањска, и читаво ово подручје било насељено и у доба неолита; за палеолит и мезолит, то није могло бити сигурно доказано. Прва насеља на подручју Горње Врањске постојала су пре 3600. п. н. е. на локалитетима Подрумине и Јусуповац.

### Стари век
У 6. веку, словенска племена насељавају регион, који је тада био под Византијом, затим Франачким краљевством и Бугарском. У 9. и 10. века, јужни делови региона су део Србије.

### Средњи век
Краљевином Сремом владао је српски краљ Стефан Драгутин између 1282. и 1316. Краљевина се састојала од тадашње Мачве(садашња Поцерина, Мачва и Шабачка Посавина), Усора и Соли. Његови главни градови били су Дебрц (између Београда и Шапца) и Београд. У то време, именом Срем називане су две територије: Горњи Срем (данашњи Срем) и Доњи Срем (тадашња Мачва). Краљевина Срем под влашћу Стефана Драгутина налазила се у Доњем Срему. Спомиње се још један локални властелин Угрин Чак, који је владао Горњим Сремом и Славонијом.
Стефан Драгутин је најпре владао Сремом као вазал мађарског краља, али пошто се урушила централна власт у Краљевини Мађарској Стефан Драгутин и Угрин Чак су де факто постали независни владари. Стефан Драгутин је умро 1316. године, а наследио га је његов син, краљ Стефан Владислав II (1316—1325). Владислава II је 1324. поразио нови краљ Србије Стефан Дечански. После тога, Поцерина и Мачва су постали предмет спора између Краљевине Србије и Краљевине Мађарске.
Поцерина је била део Српског царства, а 1381. Поцерина је постала део Моравске Србије.

### Нови век
У 15. веку, Поцерина је део српске деспотовине, а од 1459. део Османског царства. Била је под турском влашћу све до 1718, када су је заузели Хабзбурговци. Између 1718. и 1739, Поцерина је била део Краљевина Србије под хабзбуршком управом, а од 1739. опет је постала део Османског царства. Тада је била део Смедеревског санџака.
Наиме, према попису шабачког дистрикта, састављеног почетком децембра 1788. године у Кленку (за време аустријске окупације Шапца), излази да се цео тај округ делио на посавску, тамнавску, поцерску и мачванску кнежину. На челу сваке од њих био је обор-кнез, који је истовремено био и кнез села у коме је становао, а на челу појединих села - сеоски кнез. Поцерској кнежини (22 села, 295 кућа, 21 сеоски кнез) био је на челу обор-кнез Јовица Михаиловић (Mihailovich), у Десићу.
Од 1817. Поцерина је постала део Кнежевине Србије.

### ХХ век
У августу 1914, током Првог светског рата, у овом региону се одиграла велика битка између Аустроугарске и српске војске, позната као Церска битка. Српска војска је у овој бици поразила Аустријанце. То је била прва победа савезничких снага у Првом светском рату. После битке настала је песма Марш на Дрину за коју се сматра да је врста алтернативне химне Србије и она описује ову битку.
Од 1918. Поцерина је постала део Краљевине Срба, Хрвата и Словенаца. Између 1918. и 1922. у региону је био познат као подрињски округ, а у периоду између 1922. и 1929, као Подрињска област, док је између 1929. и 1941. је била део Дринске бановине. Између 1941. и 1944, Поцерина је била део Недићеве Србије, а од 1945. део Социјалистичке Републике Србије.
За време бомбардовања 1999, дана 2. маја амерички ловац F-16 фајтинг фалкон оборен западно од Београда од стране 3. дивизиона 250. ракетне бригаде југословенске ПВО. Авион је пао у Поцерину, село Накучани. Пилот Дејвид Голдфајн (тада потпуковник) је спасен. 
Остаци авиона изложени су у Музеју ваздухопловства у Београду.

## Насеља
Поцерина (према попису из 2002. године) има око 30000 становника (не рачунајући Шабац).
Насеља са највећим бројем становника (према попису из 2002) су:
- Поцерски Причиновић - 6347
- Јевремовац - 3436
- Липолист - 2221
- Варна - 1771
- Горња Врањска - 1630
- Добрић - 1232
- Богосавац - 1227

До 1965. године Волујац је био седиште Општине Волујац коју су чинила поцерска села: Бојић, Букор, Десић, Двориште, Грушић, Криваја, Метлић, Милошевац, Накучани, Румска, Синошевић, Волујац и Заблаће. После укидања општине подручје бивше општине је у целини ушло у састав Општине Шабац. Према попису из 2011. Волујац је имао 304 становника.
Списак насеља Поцерине према књизи „Шабачка Посавина и Поцерина” Војислава С. Радовановића:
| - Чокешина - Петковица - Бела Река - Цуљковић - Радовашница - Десић - Милошевац | - Грушић - Волујац - Двориште - Синошевић - Бојић - Румска - Криваја | - Метлић - Накучани - Заблаће - Поцерски Причиновић - Јевремовац - Велика Врањска - Варна | - Слатина - Поцерски Метковић - Маови - Добрић - Богосавац |

## Крашки облици
Посебну карактеристику Поцерине чине ретки крашки облици у кречњачким оазама. Они су најчешће представљени површинским крашким облицима - вртачама (на чијем дну се налази понор или јама), и сувим - скрашћеним - долинама, односно - линеарним низовима вртача (на пример: изнад десне долинске стране Копљевићке реке). Од подземних крашких облика, има - на овом терену - отворених јама, зачепљених понора и само једна мања пећина. Кроз Цуљковићку пећиницу - код Копљевића, протиче краћа понорница. Дно неких вртача зачепљено је, те су претворене у локве (баре) или језерца (на пример: око села Грушића).

## Познати Поцерци
- Милош Стојићевић Поцерац, војвода из Првог српског устанка је из Горње Врањске.
- Постоје теорије да је Милош Обилић пореклом из Поцерине, тачније из села Милошевац. У прилог томе, поред Милошевца постоји село Двориште.
- Бранимир Ђокић, чувени хармоникаш из Добрића.

## Туристичке атракције
- Вила Албедо
- Окућница Ђаковића
- Ашиков гроб (Споменик љубави)